# Pariser Gipfelkonferenz
Die Pariser Gipfelkonferenz war ein gemeinsames Gipfeltreffen zwischen den USA, der UdSSR, Großbritannien und Frankreich am 16. und 17. Mai 1960 in der französischen Hauptstadt Paris. Infolge der Affäre um den Spionageflug des US-Piloten Francis Gary Powers mit der Lockheed U-2 scheiterte die Konferenz gleich zum Auftakt.

## Hintergrund
Die Konferenz fand vor dem Hintergrund des Kalten Krieges statt. Die weiterhin schwelende Berlin-Krise sorgte für große Spannungen zwischen den Westmächten und der Sowjetunion. Nach dem Besuch des britischen Premierministers Harold Macmillan in Moskau im Februar 1959 bemühte sich dieser im Anschluss intensiv um das Zustandekommen einer Gipfelkonferenz. Vor allem wollte er eine Entschärfung der Berlin-Krise und ein Verbot von Kernwaffentests erreichen. Zunächst blieben Macmillans Versuche erfolglos. Nikita Chruschtschows USA-Besuch im September ebnete jedoch schließlich den Weg für eine solche Gipfelkonferenz. US-Präsident Dwight D. Eisenhower zeigte sich nun entschlossen, die Berlin-Krise noch vor Ende seiner Amtszeit zu lösen. Der französische Präsident Charles de Gaulle, der zunächst selbst ein bilaterales Treffen mit Chruschtschow im Blick hatte, strebte eine Verschiebung der Gipfelkonferenz auf Mai oder Juni 1960 an und brachte stattdessen einen `westlichen Gipfel´ im Vorfeld der Konferenz ins Spiel.
Vom 19. bis zum 21. Dezember 1959 trafen sich deshalb in Paris der deutsche Bundeskanzler Konrad Adenauer, Eisenhower, de Gaulle und Macmillan zunächst zu einem westlichen Gipfel, wo sie Ort, Zeitpunkt und die dann zu verfolgende Verhandlungsstrategie des Ost-West-Gipfels abstimmen wollten. Adenauer, der nur zu einigen ausgewählten Sitzungen eingeladen war, legte dabei eine betont unnachgiebige Haltung an den Tag, wollte den Status quo erhalten und wandte sich auch gegen Änderungen im Rechtsstatus Berlins. Vor allem sprach er sich gegen eine Intensivierung der deutsch-deutschen Kontakte aus und machte dabei auch innenpolitische Gründe geltend. Er konnte sich jedoch gegenüber seinen westlichen Verbündeten nicht durchsetzen, die mehrheitlich eine ergebnisoffene Diskussion über den Status West-Berlins anstrebten.
Im direkten Vorfeld des Ost-West-Gipfels, am 1. Mai 1960, wurde der US-Pilot Francis Gary Powers jedoch von der sowjetischen Flugabwehr bei Swerdlowsk im Ural abgeschossen. Die USA sprachen zunächst von einer reinen Wetterbeobachtungsmission der NASA, bis die Sowjetunion einen geständigen Powers und die Spionageausrüstung der Weltöffentlichkeit präsentierten. US-Außenminister Christian Herter räumte nun die Spionageflüge ein. Am 11. Mai bekannte sich Eisenhower ebenfalls öffentlich und übernahm für den Vorfall die volle politische Verantwortung, widersprach jedoch Chruschtschows Formulierung von einem aggressiven Akt der USA.

## Konferenz
Die Konferenz begann am 15. Mai 1960 erneut mit einem informellen Treffen der drei Westmächte. Am folgenden Tag traf ein wütender Chruschtschow in Begleitung von Außenminister Gromyko und Marschall Malinowski ein, und sorgte in einer aggressiven und rüden Weise für einen Eklat. Auf dem Präliminartreffen der vier Regierungschefs forderte er von Eisenhower eine öffentliche Entschuldigung, eine Bestrafung der Verantwortlichen des Spionageflugs und eine Garantie, künftig keine U-2-Flüge mehr zu genehmigen. Eine vormals an Eisenhower ausgesprochene Einladung in die Sowjetunion zog Chruschtschow ebenfalls zurück. De Gaulle als Gastgeber merkte erfolglos an, dass auch Frankreich von sowjetischen Satelliten überwacht würde. Eisenhower, hierin von de Gaulle bestärkt sagte zwar einen Verzicht auf weitere Überwachungsflüge zu, lehnte eine öffentliche Entschuldigung jedoch ab. Macmillan, der ein Scheitern des Gipfels nicht einfach akzeptieren wollte, bemühte sich zunächst erfolglos, Eisenhower eine konziliante Erklärung abzuringen. Am Abend traf er sich mit Chruschtschow noch einmal zu einem zweieinhalbstündigen bilateralen Gespräch und versuchte, erneut erfolglos, mit einer emotionalen Ansprache ein Einlenken Chruschtschows zu erreichen. Am nächsten Tag erschien die sowjetische Delegation nicht zur nachmittäglichen Eröffnungssession. Die drei Westmächte veröffentlichten daraufhin auf de Gaulles Initiative hin ein Statement, welches die Konferenz für beendet deklarierte.

## Folgen
Das Scheitern der Konferenz bedeutete eine Fortsetzung des Rüstungswettlaufs und weitere politische Spannungen zwischen Warschauer Pakt und NATO. Chruschtschow geriet im Politbüro (damals Präsidium genannt) in die Kritik. Der britische Premier Macmillan, der große Hoffnungen in das Gipfeltreffen gesetzt hatte, empfand das Scheitern des Gipfels als persönliche Niederlage. Eine vertragliche Regelung zum Verbot von Kernwaffentests erreichte er erst im Jahr 1963 ohne Frankreichs Beteiligung. Demgegenüber zeigte sich Bundeskanzler Adenauer über den Ausgang der Konferenz sehr befriedigt; immer hochgradig misstrauisch gegenüber der Möglichkeit einer Einigung zwischen Westmächten und Sowjetunion auf Kosten Deutschlands, hatte er einen Erfolg des Gipfels viel eher befürchtet als gewünscht. Gegenüber seinem Pressechef äußerte er dann auch: „Entschuldigen Sie, Herr von Eckardt, wenn ich jetzt kölnischen Dialekt spreche. Wir haben noch mal fies Jlück jehabt.“ Die Gipfelkonferenz war zugleich das letzte große Treffen der sogenannten „großen Vier“. Eisenhowers Nachfolger John F. Kennedy gab strikt bilateral gehaltenen Treffen mit der Sowjetunion den Vorzug; zudem sorgte der machtpolitische Niedergang Großbritanniens – und graduell auch Frankreichs – dafür, dass die Viererkonferenzen zu einem Ende kamen.